# 베니쇼가
베니쇼가(일본어: 紅生姜)는 생강을 우메즈(梅酢, 우메보시를 만들고 남은 국물)에 담가 절인 음식이다. 가리와 함께 생강초절임으로도 불리는데, 가리와 베니쇼가는 차이가 있다. 간토 지방에서는 주로 저민 생강과 아마즈(甘酢, 설탕과 소금을 탄 식초)를 사용해 가리를 만들고, 간사이 지방에서는 주로 다지거나 채썬 생강과 우메즈를 사용해 베니쇼가를 만든다.

## 만들기
소금에 절인 생강을 우메즈에 며칠 동안 담가 둔다. 우메보시를 만들고 난 우메즈는 붉은 소엽 잎 때문에 붉은색을 띠며, 베니쇼가를 더 붉게 만들기 위해 소엽 잎을 추가하기도 한다. 대량생산되는 베니쇼가에는 식용색소가 쓰이는 경우가 많다.

## 쓰임새
주로 다른 음식에 곁들여 먹는다. 오코노미야키나 타코야키에는 다진 베니쇼가를, 야키소바 등에는 채썬 베니쇼가를 곁들이는 경우가 많다. 베니쇼가를 카레라이스, 규동, 하카타 라멘, 오키나와 소바 등에 고명으로 올려 먹기도 한다. 초밥에는 가리를 곁들이는 경우가 많다.

## 같이 보기
- 가리 (일본 음식)